# Stevia involucrata
Stevia involucrata là một loài thực vật có hoa trong họ Cúc. Loài này được Sch.Bip. ex Baker miêu tả khoa học đầu tiên năm 1876.